# Jejuri
Jejuri là một thành phố và là nơi đặt hội đồng đô thị (municipal council) ở quận Pune thuộc bang Maharashtra, Ấn Độ.

## Địa lý
Jejuri có vị trí 18°17′B 74°10′Đ / 18,28°B 74,17°Đ .Độ cao trung bình là 718 mét (2355 feet) so với mực nước biển.
Nơi đây có trầm tích vôi. Pháo đài lịch sử Shaniwar Wada, thủ phủ trung tâm của Đế chế Maratha tại Pune được hoàn thành vào năm 1732 bởi Peshwa Bajirao I nổi tiếng, với tổng chi phí là 16.110 rupee (~ 4,8 triệu VNĐ). Với vôi được khai thác từ các vành đai vôi của Jejuri.

## Nhân khẩu
Theo điều tra dân số năm 2011 của Ấn Độ, Jejuri có dân số 14.515 người. Nam giới chiếm chiếm 51% tổng số dân và nữ giới chiếm 49%. Jejuri có tỷ lệ 73% biết đọc biết viết, cao hơn tỷ lệ trung bình toàn quốc là 59,5%: tỷ lệ cho phái nam là 79%, và tỷ lệ cho phái nữ là 67%. Tại Jejuri, 14% dân số nhỏ hơn 6 tuổi.

## Câu chuyện
Nơi này có một quan trọng đối với Chúa Khandoba của đạo Hindu, Khandoba Mandir, là một trong những thánh địa được viếng thăm nhiều nhất ở Maharashtra.
Khandoba là một vị thần của thị tộc đối với nhiều cộng đồng và giai cấp Maharashtrian, được yêu mến như một vị thần ban điều ước. Vợ của ông là Mhalsa và Banai đại diện cho các nhóm đẳng cấp của họ, Lingayat Vanya của Karnataka và những người chăn cừu du mục, bộ tộc Dhangar.

## Lịch sử

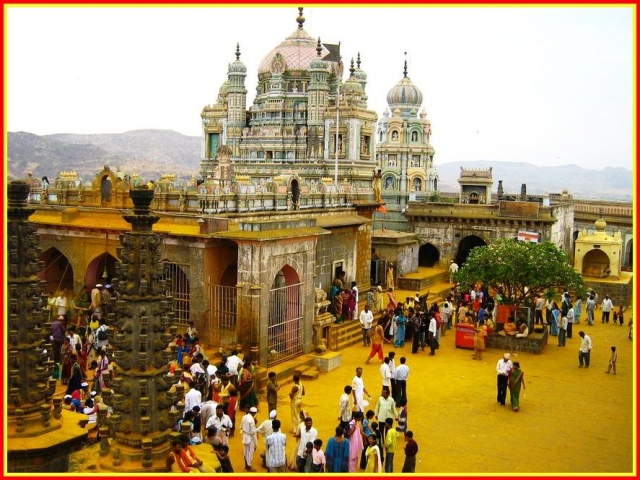
Đền Khandoba

Năm 1739, Chimaji Appa, một vị tướng của Đế chế Maratha và là anh trai của Peshwa Bajirao, đã đánh bại quân Bồ Đào Nha trong trận chiến Vasai . Sau chiến tranh, Chimaji Appa và những người lính Maratha của ông đã lấy 38 chiếc chuông nhà thờ từ đó làm kỷ vật và lắp đặt chúng ở 34 quan lại của đạo Hindu ở Maharashtra. Họ đã lắp một trong những chiếc chuông này ở quan trường của Khandoba, nơi nó vẫn còn cho đến ngày nay.